# سيباستيان ريشيك
سيباستيان ريشيك (بالألمانية: Sebastian Rieschick) مواليد 15 فبراير 1986 في برلين، هو لاعب كرة مضرب ألماني بدأ مسيرته كمحترف سنة 2004 يلعب باليد اليمنى. أعلى تصنيف له في الفردي كان المركز الـ 199 في سنة 2011. أعلى تصنيف له في الزوجي كان المركز الـ 154 في سنة 2006.

## روابط خارجية
- سيباستيان ريشيك على موقع رابطة محترفي التنس (الإنجليزية)
- سيباستيان ريشيك على موقع الاتحاد الدولي لكرة المضرب (الإنجليزية)
- سيباستيان ريشيك على موقع خلاصة التنس.كوم (الإنجليزية)
- سيباستيان ريشيك على موقع إي إس بي إن.كوم (الإنجليزية)